# Línea 3 del Trolebús de la Ciudad de México
La Línea 3 del Trolebús de la Ciudad de México, anteriormente llamada Línea D, es una línea de trolebús que recorre la Ciudad de México de oriente a poniente a través de los ejes 7 Sur y 7-A Sur, sobre las avenidas Extremadura, Félix Cuevas, Municipio Libre (sentido poniente), Emiliano Zapata (sentido oriente) y Sur 73.
Su origen es la parada Museo de Transportes Eléctricos ubicada en el barrio de San Andrés Tetepilco donde se encuentra el depósito vehicular y oficinas del Servicio de Transportes Eléctricos de la Ciudad de México, mientras que su última parada al poniente está ubicada en el CETRAM Mixcoac, donde conecta con las líneas 7 y 12 del Metro de la Ciudad de México.
Su recorrido pasa por las alcaldías Benito Juárez al poniente e Iztapalapa al oriente, en una ruta de 12.3 km. En contraflujo, la línea recorre: desde avenida Revolución hasta avenida Universidad. La Línea fue inaugurado el día 1 de noviembre del 2012.
El horario es de Lunes a Domingo de 05:01 a 00:00 hrs con un costo de $4.00 pesos.
| Esquema de Línea Sentido Poniente | Esquema de Línea Sentido Oriente |
| --------------------------------- | -------------------------------- |